# Trâu Romania
Trâu Romania, (tiếng Rumani: Bivol românesc), là một giống trâu nước có nguồn gốc từ Romania.

## Số lượng
Năm 1994, số lượng con cái / con đực được sử dụng cho AI là 11800 (1.628 trong sách về đàn) / năm con đực. Năm 1996, tổng số trâu là 209.432 con được nuôi trong 86.480 đàn; số lượng con cái trưởng thành là 97.320 và số lượng con đực trưởng thành là 2510. Năm 2003, số lượng trâu cái trong sách về đàn chỉ còn 275.

## Các đặc điểm sản xuất và sinh sản
Trâu Romania có công dụng chính là sữa, thịt và sức kéo. Năng suất sữa thay đổi tùy theo mùa sinh bê, số chu kỳ sữa, mức cho ăn và thời gian cho con bú. Năng suất sữa cho con bú (kg) là từ 958–1455 kg. Số ngày cho con bú mỗi năm là 252-285; tuổi sinh bê đầu tiên là 38-42 tháng; số lượng sữa trung bình là 6-9; tuổi giết mổ đối với trâu là 22-24 và 350–400 kg hoặc 3-4 tháng và 60–100 kg đối với con đực và con cái được giết mổ ở mức 500–600 kg, thường là sau khi cho con bú đầu tiên hoặc sau khi sinh sản. Năm 2003, con cái được đưa vào trong sách về giống, cho biết nhiều số liệu: có 1831 kg sữa, với 136 kg chất béo (7,48%) và 71 kg (3,93%) protein. Tuổi lúc sinh bê đầu tiên là 38 tháng và khoảng cách sinh bê của những con cái này là 456 ngày. Trung bình việc sản sinh bê / năm là 0,85.